# Oberthal (Saar)
Oberthal település Németországban, azon belül Saar-vidék tartományban. Lakosainak száma 6008 fő (2023. december 31.).

## Népesség
A település népességének változása:
| Lakosok száma | 6530 | 6075 | 6023 | 6023 | 5953 | 5978 | 6008 |
|               | 1975 | 2014 | 2017 | 2019 | 2021 | 2022 | 2023 |